# Ina Gliznuța
Ina Gliznuța (* 18. April 1973 in Bender) ist eine moldauische Hochspringerin.

## Leben
Bei den Leichtathletik-Juniorenweltmeisterschaften 1992 in Seoul gewann sie die Silbermedaille, und bei den Leichtathletik-Hallenweltmeisterschaften 1993 in Toronto belegte sie den 14. Rang. Bei den Leichtathletik-Halleneuropameisterschaften 1994 in Paris wurde sie Achte und bei der Universiade 2001 in Peking Vierte. 
Sie nahm an den Olympischen Spielen 1996 in Atlanta, 2000 in Sydney, 2004 in Athen und 2008 in Peking teil, scheiterte aber ebenso in der Qualifikation wie bei den Leichtathletik-Weltmeisterschaften 1997 in Athen, 1999 in Sevilla, 2005 in Helsinki und 2007 in Osaka sowie bei den Europameisterschaften 2002 in München und 2006 in Göteborg.
Ihre Bestleistung von 1,95 m erzielte sie am 13. Juni 1999 in Tel Aviv.